# Славгород (Днепропетровская область)
Сла́вгород (укр. Славгород) — посёлок, Славгородский поселковый совет, Синельниковский район, Днепропетровская область, Украина.
Является административным центром Славгородского поселкового совета, в который, кроме того, входят сёла
Бегма,
Новоалександровское,
Новоалександрополь,
Першозвановка,
Полевое и
Тургеневка.

## Географическое положение
Посёлок городского типа Славгород находится у истоков реки Нижняя Терса и ручья Осокоровка,
на расстоянии в 0,5 км расположены сёла Тургеневка и Аграфеновка (Вольнянский район),
в 1,5 км от села Полевое и в 2,5 — село Бегма.

## История
В первой половине XIX века в верхнем течении реки Осокоровки, там, где в неё впадает речка Плоская, возникло небольшое поселение, собственником которого был помещик, отставной военный Жебунёв. Населённый пункт получил название Славгородка, местные жители называли его также Жебунёвкой.
Славгородка входила в состав Михайловской волости Павлоградского уезда Екатеринославской губернии, в 1886 году — в Васильевской волости того же уезда.
В начале 1870-х годов через территорию Павлоградского уезда проложена линия Курско-Харьковско-Севастопольской железной дороги. В 1873 году на месте её пересечения со старым торговым трактом, в 3 км от Славгородки, была сооружена железнодорожная станция, получившая название Славгород. С этого времени Славгородом начали называть и село.
После крестьянской реформы 1861 года в начале 1880-х годов Жебунёвы продали оставшуюся у них землю новым владельцам — Клейну и Миргородскому.
Вследствие проведения столыпинской аграрной реформы положение бедняков и середняков ухудшилось. Многие славгородские крестьяне в поисках земли и лучшей доли стали переселяться в Сибирь, в основном в степные районы Алтая, где ещё в конце XIX века в Кулундинской степи выходцами из Екатеринославской губернии было основано поселение Славгород.
В 1938 году селу присвоен статус посёлок городского типа.
В ходе Великой Отечественной войны в 1941—1943 гг. селение находилось под немецкой оккупацией.
В январе 1989 года численность населения составляла 2770 человек.
По состоянию на 1 января 2013 года численность населения составляла 2295 человек.

## Экономика
- ОАО «Славгородский арматурный завод».
- ЗАО «Славгород-Агро».
- ЗАО «Промарматура».
- ООО «Икар».
- ГП «Атлант».
- Цех № 76 ОАО «Мотор Сич».

## Объекты социальной сферы
- Школа.
- 2 детских сада.
- Больница.
- Клуб.

## Транспорт
Через посёлок проходит железная дорога, станция Славгород-Южный на линии Синельниково-І — Запорожье.